# 国鉄70形蒸気機関車
70形は、かつて日本国有鉄道の前身である鉄道省に在籍したタンク式蒸気機関車である。

## 概要
本形式は、新宮鉄道（現在の紀勢本線の一部）の3で、1934年（昭和9年）7月1日付けで同鉄道が国有化されたことにより、鉄道省籍を得たものである。国有化に際して、70形（70）と改番された。
1912年（明治45年）、ドイツのアーノルト・ユンクで1両（製造番号1790）が製造された車軸配置0-4-0(B)の飽和式・2気筒単式のウェルタンク式機関車である。ユンク製の蒸気機関車は日本では例が少なく、総数わずかに8両、国有鉄道と縁のあったものは、他に中越鉄道の6（後の鉄道省1025形）があるにすぎない。デザインラインは、機能本位かつ端正で、ランボード中央部に設けられた給水用の漏斗が特徴的である。
また、新宮鉄道は他の鉄道との連絡が全くない孤立路線であったため、鉄道省が連結器を全面的に自動連結器に交換した後も、螺旋式連結器装備で終始した。国有化後は、前述のとおり鉄道省の形式番号が与えられたが、現車にこの番号が標記されることはなく、1936年（昭和11年）に廃車となった。

## 主要諸元
- 全長 : 6,044mm
- 全高 : 3,096mm
- 軌間 : 1,067mm
- 車軸配置 : 0-4-0(B)
- 動輪直径 : 910mm
- 弁装置 : ワルシャート式
- シリンダー（直径×行程） : 241mm×361mm（国鉄公表値。実際には240mm×360mmだったはず）
- ボイラー圧力 : 12.0kg/cm2
- 火格子面積 : 0.46m2
- 全伝熱面積 : 19.4m2
  - 煙管蒸発伝熱面積 : 17.2m2
  - 火室蒸発伝熱面積 : 2.2m2
- 小煙管（直径×長サ×数） : 38mm×2,286mm×77本
- 機関車運転整備重量 : 13.21t
- 機関車空車重量 : 11.33t
- 機関車動輪上重量（運転整備時） : 13.21t
- 機関車動輪軸重（第1動輪上） : 6.6t
- 水タンク容量 : 1.8m3
- 燃料積載量 : 0.58t
- 機関車性能
  - シリンダ引張力  (0.85P) : 2,320kg
- ブレーキ方式 : 手ブレーキ、蒸気ブレーキ